# Вайва-Во (Аризона)
Вайва-Во (англ. Vaiva Vo) — переписна місцевість (CDP) в США, в окрузі Пінал штату Аризона. Населення — 93 особи (2020).

## Географія
Вайва-Во розташована за координатами 32°43′0″ пн. ш. 111°55′37″ зх. д. / 32.71667° пн. ш. 111.92694° зх. д. (32.716654, -111.926902).  За даними Бюро перепису населення США в 2010 році переписна місцевість мала площу 1,19 км², уся площа — суходіл.

## Демографія
Згідно з переписом 2010 року, у переписній місцевості мешкало 128 осіб у 26 домогосподарствах у складі 22 родин. Густота населення становила 107 осіб/км².  Було 29 помешкань (24/км²).
Расовий склад населення:
| - 97,7 % — корінних американців - 0,8 % — чорних або афроамериканців |

До двох чи більше рас належало 0,8 %. Частка іспаномовних становила 0,8 % від усіх жителів.
За віковим діапазоном населення розподілялося таким чином: 39,8 % — особи молодші 18 років, 54,7 % — особи у віці 18—64 років, 5,5 % — особи у віці 65 років та старші. Медіана віку мешканця становила 21,0 року. На 100 осіб жіночої статі у переписній місцевості припадало 109,8 чоловіків;  на 100 жінок у віці від 18 років та старших — 83,3 чоловіків також старших 18 років.
Цивільне працевлаштоване населення становило 0 осіб. 